# Błażej Jankowski
Błażej Jankowski (Poznań, 26 ottobre 1980) è un ex calciatore polacco, di ruolo centrocampista.

## Carriera

### Club
L'11 febbraio 2015, il Chojniczanka Chojnice ha annunciato sul proprio sito d'aver ceduto Jankowski ai norvegesi dell'Hallingdal.